# Distelglimmer
De distelglimmer of distelloopkever (Amara aulica) is een keversoort uit de familie van de loopkevers (Carabidae). De wetenschappelijke naam van de soort werd in 1796 gepubliceerd door Georg Wolfgang Franz Panzer.